# Audrey Wasilewski
Audrey Wasilewski (26 de junio de 1967 en Pensilvania) es una actriz estadounidense conocida por sus participaciones como actriz de voz.

## Trayectoria
Wasilewski debutó en 1994 con la adaptación al inglés de la película de anime japonesa Pompoko. Además de los doblajes, también ha aparecido en otras series televisivas como Friends, Two and a Half Men, Saved by the Bell y The West Wing entre otras.
Estudió artes interpretativas en la Universidad Católica de Washington D. C. y más tarde empezaría a actuar en comedias musicales en varios cafés teatro.
En 2010, Wasilewski hizo un cameo junto a Bruce Willis y John Malkovich en RED donde interpretaba a una sicaria con el objetivo de matar a los personajes de Willis y de Malkovich.